# Oscuro deseo
Oscuro deseo (bra: Desejo Sombrio; prt: Desejo Obscuro) é uma série de televisão mexicana de suspense erótico e drama, produzida pela Argos Comunicación para a Netflix. É estrelada por Maite Perroni, Erik Hayser, Alejandro Speitzer, María Fernanda Yepes, Regina Pavón e Jorge Poza. A produção foi confirmada em 6 de maio de 2019 com o título provisório Todo por ti. Foi lançada em 15 de julho de 2020 pela Netflix. Em 19 de agosto de 2020, a série foi renovada para uma segunda e última temporada, que estreou em 2 de fevereiro de 2022.

## Premissa
A advogada e professora universitária Alma Solares (Maite Perroni) é casada com o respeitado juiz Leonardo Solares (Jorge Poza), com quem tem uma filha, Zoe Solares (Regina Pavón). Desconfiada de que está sendo traída pelo marido, ela decide passar um fim de semana na casa de sua melhor amiga, Brenda (María Fernanda Yapes). Durante essa viagem, Alma conhece Darío (Alejandro Speitzer), um jovem recém-chegado à cidade, com quem acaba vivendo um intenso caso de paixão. No entanto, um crime inesperado transforma sua vida e abala sua família, levando-a a questionar a verdade sobre as pessoas ao seu redor. Com a ajuda do cunhado, Esteban (Erik Hayser), ela inicia uma investigação cheia de reviravoltas.

## Elenco e personagens
| Elenco               | Elenco                | Temporada    | Temporada  |
| Intérprete           | Personagem            | 1 (2020)     | 2 (2022)   |
| -------------------- | --------------------- | ------------ | ---------- |
| Maite Perroni        | Alma Quintana Solares | Principal    | Principal  |
| Erik Hayser          | Esteban Solares       | Principal    | Principal  |
| Alejandro Speitzer   | Darío Guerra          | Principal    | Principal  |
| María Fernanda Yepes | Brenda Castillo       | Principal    |            |
| Regina Pavón         | Zoe Solares           | Principal    | Principal  |
| Jorge Poza           | Leonardo Solares      | Principal    | Principal  |
| Catherine Siachoque  | Lys Antoine           |              | Principal  |
| Arturo Barba         | Íñigo Lazcano         |              | Principal  |
| Ariana Saavedra      | Julieta Lazcano       |              | Principal  |
| Maria de Villa       | Karina                | Recorrente   | Recorrente |
| Magali Boyselle      | Mónica                | Participação | Recorrente |
| Claudia Pineda       | García                | Recorrente   |            |
| Esteban Soberanes    | Inspetor Vellejo      | Recorrente   |            |
| Paulina Matos        | Edith Ballesteros     | Recorrente   |            |
| Eligio Melendez      | El Padrino (Padrinho) | Recorrente   |            |
| Leticia Huijara      | Lucinda               | Recorrente   |            |
| Mahoalli Nassourou   | Eugenia Montaño       |              | Recorrente |

## Episódios

### Resumo
| Temporada | Temporada | Episódios | Episódios | Originalmente lançado  |
| --------- | --------- | --------- | --------- | ---------------------- |
|           | 1         | 18        | 18        | 15 de julho de 2020    |
|           | 2         | 15        | 15        | 2 de fevereiro de 2022 |

### 1.ª Temporada (2020)
| N.º na série | N.º na temp. | Título                                                                                             | Dirigido por                   | Escrito por                                       | Exibição original   |
| --- | ------------ | -------------------------------------------------------------------------------------------------- | ------------------------------ | ------------------------------------------------- | ------------------- |
| 1 | 1            | "Es solo sexo" "É só sexo" (BR)                                                                    | Epigmenio Ibarra Kenya Márquez | Nayura Aragón Leticia López Margalli Gennys Pérez | 15 de julho de 2020 |
| Uma professora de direito escuta uma conversa suspeita do marido ao telefone. Mais tarde, ela vai a uma balada com uma amiga recém-divorciada.                            |              | |                                |                                                   |                     |
| 2 | 2            | "Una última noche de pasión" "Uma última noite de paixão"                                          | Epigmenio Ibarra Kenya Márquez | Nayura Aragón Leticia López Margalli Gennys Pérez | 15 de julho de 2020 |
| Alma tenta impor limites a Darío. Ela flagra uma cena que confirma suas suspeitas sobre Leonardo. Zoe questiona a própria identidade sexual.                              |              | |                                |                                                   |                     |
| 3 | 3            | "Eso que los normales llaman amor" "A idiotice chamada amor"                                       | Epigmenio Ibarra Kenya Márquez | Nayura Aragón Leticia López Margalli Gennys Pérez | 15 de julho de 2020 |
| Pistas indicam que Brenda esteve com um amante, e a polícia tenta identificá-lo. Alma se abre com Darío.                                                                  |              | |                                |                                                   |                     |
| 4 | 4            | "Pero el amor, esa palabra" "Amor, essa palavra"                                                   | Epigmenio Ibarra Kenya Márquez | Nayura Aragón Leticia López Margalli Gennys Pérez | 15 de julho de 2020 |
| Alma revela o nome de seu amante para Esteban. Darío encontra uma foto no quarto da mãe. Zoe tenta descobrir quem é Animus.                                               |              | |                                |                                                   |                     |
| 5 | 5            | "¿Qué sabes acerca de Darío Guerra?" "O que sabe sobre Darío Guerra?"                              | Epigmenio Ibarra Kenya Márquez | Nayura Aragón Leticia López Margalli Gennys Pérez | 15 de julho de 2020 |
| Darío vai a uma festa no hotel. Esteban investiga o passado de Darío e encontra uma ligação dele com um antigo caso de assassinato.                                       |              | |                                |                                                   |                     |
| 6 | 6            | "¿Extrañado los viejos tiempos?" "Saudade do passado?"                                             | Epigmenio Ibarra Kenya Márquez | Nayura Aragón Leticia López Margalli Gennys Pérez | 15 de julho de 2020 |
| Esteban mostra um caso a Alma. Zoe segue um sinal de GPS na esperança de encontrar Animus. Imagens de vídeo mostram quem foi a última pessoa que esteve com Brenda.       |              | |                                |                                                   |                     |
| 7 | 7            | "Te metiste con la mujer equivocada" "Mexeu com a mulher errada"                                   | Epigmenio Ibarra Kenya Márquez | Nayura Aragón Leticia López Margalli Gennys Pérez | 15 de julho de 2020 |
| Flashbacks revelam a origem da doença de Lucinda. Para testar uma hipótese de Esteban, Alma pede a Darío que a encontre em um motel.                                      |              | |                                |                                                   |                     |
| 8 | 8            | "El corazón delator" "Coração Revelador"                                                           | Epigmenio Ibarra Kenya Márquez | Nayura Aragón Leticia López Margalli Gennys Pérez | 15 de julho de 2020 |
| Alma reflete sobre o plano de levar Darío até a armadilha de Esteban e entra em pânico. Leonardo começa a suspeitar de que sua mulher o esteja traindo.                   |              | |                                |                                                   |                     |
| 9 | 9            | "Un perverso juego de espejos" "Jogo de espelhos"                                                  | Epigmenio Ibarra Kenya Márquez | Nayura Aragón Leticia López Margalli Gennys Pérez | 15 de julho de 2020 |
| Leonardo ordena uma exumação. Um flashback revela mais sobre o que houve entre Esteban e Darío. Zoe recebe uma visita surpresa.                                           |              | |                                |                                                   |                     |
| 10 | 10           | "Esa instantánea muerte es bella..." "A beleza da morte instantânea"                               | Epigmenio Ibarra Kenya Márquez | Nayura Aragón Leticia López Margalli Gennys Pérez | 15 de julho de 2020 |
| Zoe é levada em um passeio misterioso. Uma pista na loja de Darío leva Alma a uma descoberta terrível. Esteban olha as imagens das câmeras de segurança.                  |              | |                                |                                                   |                     |
| 11 | 11           | "Nada es lo que parece" "Nada é o que parece"                                                      | Epigmenio Ibarra Kenya Márquez | Nayura Aragón Leticia López Margalli Gennys Pérez | 15 de julho de 2020 |
| Pistas encontradas no local do piquenique põem Leonardo na cola de Darío. Depois de pedir para Alma guardar segredo, Darío tem uma crise.                                 |              | |                                |                                                   |                     |
| 12 | 12           | "Nos hemos equivocado tanto" "Tantos erros"                                                        | Epigmenio Ibarra Kenya Márquez | Nayura Aragón Leticia López Margalli Gennys Pérez | 15 de julho de 2020 |
| Esteban pede para Vallejo roubar provas da polícia. Leonardo faz uma confissão ao irmão e recorda do último encontro com Brenda.                                          |              | |                                |                                                   |                     |
| 13 | 13           | "Tú solo fuiste una inocente víctima" "Você foi uma vítima inocente"                               | Epigmenio Ibarra Kenya Márquez | Nayura Aragón Leticia López Margalli Gennys Pérez | 15 de julho de 2020 |
| Dois garotos fazem uma descoberta terrível. Esteban consegue os registros das chamadas de Leonardo. Zoe rastreia o sinal telefônico de Animus.                            |              | |                                |                                                   |                     |
| 14 | 14           | "Dos verdades y una mentira" "Duas verdades, uma mentira"                                          | Epigmenio Ibarra Kenya Márquez | Nayura Aragón Leticia López Margalli Gennys Pérez | 15 de julho de 2020 |
| A polícia detém um suspeito com as pistas do caso de Brenda. Alma exige respostas de Darío. Sai o resultado dos exames médicos de Leonardo.                               |              | |                                |                                                   |                     |
| 15 | 15           | "Nunca hablamos de amor" "Nunca falamos de amor"                                                   | Epigmenio Ibarra Kenya Márquez | Nayura Aragón Leticia López Margalli Gennys Pérez | 15 de julho de 2020 |
| Lucinda insiste que tem dinheiro a receber. A comandante García fica desconfiada ao rever os vídeos de segurança. Leonardo conta como foi seu último encontro com Brenda. |              | |                                |                                                   |                     |
| 16 | 16           | "Apocalipsis 21:8... El fuego es encendido en su ira" "Apocalipse 21:8... O fogo arde com sua ira" | Epigmenio Ibarra Kenya Márquez | Nayura Aragón Leticia López Margalli Gennys Pérez | 15 de julho de 2020 |
| O homem que roubou as provas do caso de Brenda revela a García quem o contratou. Darío consegue voltar ao lugar onde Esteban o manteve preso.                             |              | |                                |                                                   |                     |
| 17 | 17           | "Matamos lo que amamos" "Matamos o que amamos"                                                     | Epigmenio Ibarra Kenya Márquez | Nayura Aragón Leticia López Margalli Gennys Pérez | 15 de julho de 2020 |
| Zoe faz uma confissão à mãe. Leonardo pede ajuda a Esteban. García consegue uma gravação da última chamada telefônica de Brenda.                                          |              | |                                |                                                   |                     |
| 18 | 18           | "La respuesta siempre estuvo ahí..." "A resposta sempre esteve lá"                                 | Epigmenio Ibarra Kenya Márquez | Nayura Aragón Leticia López Margalli Gennys Pérez | 15 de julho de 2020 |
| Um encontro inesperado traz respostas para as perguntas de Alma. García recebe os resultados da análise das provas da explosão na fábrica de tecidos.                     |              | |                                |                                                   |                     |

### 2.ª Temporada (2022)
| N.º na série | N.º na temp. | Título                                                                    | Dirigido por                 | Escrito por                                          | Exibição original      |
| --- | ------------ | ------------------------------------------------------------------------- | ---------------------------- | ---------------------------------------------------- | ---------------------- |
| 19 | 1            | "Eros y Psique" "Eros e Psiquê" (BR)                                      | Pitipol Ybarra Kenya Márquez | Leticia López Margalli Alberto Barrera Nayura Aragón | 2 de fevereiro de 2022 |
| Esteban sai da prisão. Uma mulher misteriosa chamada Lys entra no grupo de apoio de Alma. Uma carta traz uma notícia chocante sobre Darío.                                |              |                                                                           |                              |                                                      |                        |
| 20 | 2            | "De algo así no se escapa nunca" "Não dá para escapar de algo assim"      | Pitipol Ybarra Kenya Márquez | Leticia López Margalli Alberto Barrera Nayura Aragón | 2 de fevereiro de 2022 |
| Alma decide avisar Julieta sobre Darío e acaba se encontrando com ele. Na festa de despedida de solteira, Julieta recebe uma mensagem misteriosa e uma tragédia acontece. |              |                                                                           |                              |                                                      |                        |
| 21 | 3            | "Nadie puede huir de sí mismo" "É impossível fugir de si mesmo"           | Pitipol Ybarra Kenya Márquez | Leticia López Margalli Alberto Barrera Nayura Aragón | 2 de fevereiro de 2022 |
| A detetive Montaño assume o caso de Julieta. Zoe pede um favor a um amigo no necrotério. Alma pergunta a Lys sobre sua ligação com Darío.                                 |              |                                                                           |                              |                                                      |                        |
| 22 | 4            | "El otro" "O outro"                                                       | Pitipol Ybarra Kenya Márquez | Leticia López Margalli Alberto Barrera Nayura Aragón | 2 de fevereiro de 2022 |
| Depois de uma conversa com Leonardo, Íñigo começa a suspeitar de Darío. Provas cruciais encontradas no telhado transformam Darío no principal suspeito.                   |              |                                                                           |                              |                                                      |                        |
| 23 | 5            | "Caminar sobre las brasas" "Andando sobre brasas"                         | Pitipol Ybarra Kenya Márquez | Leticia López Margalli Alberto Barrera Nayura Aragón | 2 de fevereiro de 2022 |
| Darío insiste que alguém se passa por ele. Alma desconfia e procura Esteban para investigar o passado de Darío e confirmar suas suspeitas.                                |              |                                                                           |                              |                                                      |                        |
| 24 | 6            | "Siempre fuiste mi espejo" "Foste sempre meu espelho"                     | Pitipol Ybarra Kenya Márquez | Leticia López Margalli Alberto Barrera Nayura Aragón | 2 de fevereiro de 2022 |
| Alma vê o suposto sósia de Darío. O celular de Julieta é encontrado. Preocupada com a mãe, Zoe arma uma intervenção com Leonardo e Mónica.                                |              |                                                                           |                              |                                                      |                        |
| 25 | 7            | "Un coctel peligroso" "Uma mistura perigosa"                              | Pitipol Ybarra Kenya Márquez | Leticia López Margalli Alberto Barrera Nayura Aragón | 2 de fevereiro de 2022 |
| Esteban e Montaño continuam trabalhando juntos para resolver o caso. Um vídeo no celular de Julieta transforma Alma em suspeita.                                          |              |                                                                           |                              |                                                      |                        |
| 26 | 8            | "No creas nada de lo que escuches" "Não acredite em nada"                 | Pitipol Ybarra Kenya Márquez | Leticia López Margalli Alberto Barrera Nayura Aragón | 2 de fevereiro de 2022 |
| Alma e Darío fogem em busca da mala de Lucinda. Esteban coloca um microfone no escritório de Montaño e bola um plano para encontrá-los.                                   |              |                                                                           |                              |                                                      |                        |
| 27 | 9            | "Te has convertido en tu peor enemiga" "Você se tornou sua pior inimiga"  | Pitipol Ybarra Kenya Márquez | Leticia López Margalli Alberto Barrera Nayura Aragón | 2 de fevereiro de 2022 |
| Esteban tenta ajudar Alma, mas usa um método questionável. Um vídeo do aniversário de 18 anos de Darío revela uma verdade chocante sobre seu relacionamento com Lys.      |              |                                                                           |                              |                                                      |                        |
| 28 | 10           | "Cada quien lee su propia historia" "Cada um tem sua versão"              | Pitipol Ybarra Kenya Márquez | Leticia López Margalli Alberto Barrera Nayura Aragón | 2 de fevereiro de 2022 |
| Darío confronta Lys. Zoe vai ao apartamento de Mau para ver o relatório da autópsia de Julieta. Alma e Esteban se concentram em descobrir o envolvimento de Lys no caso.  |              |                                                                           |                              |                                                      |                        |
| 29 | 11           | "¿Quién #%& eres en verdad?" "Quem é você, afinal?"                       | Pitipol Ybarra Kenya Márquez | Leticia López Margalli Alberto Barrera Nayura Aragón | 2 de fevereiro de 2022 |
| Montaño interroga Alma, Darío, Lys e Leonardo. Íñigo investiga o passado de Lys e Alberto mais a fundo. O suposto sósia de Darío aparece na casa de Alma.                 |              |                                                                           |                              |                                                      |                        |
| 30 | 12           | "Los mellizos" "Os gêmeos"                                                | Pitipol Ybarra Kenya Márquez | Leticia López Margalli Alberto Barrera Nayura Aragón | 2 de fevereiro de 2022 |
| Uma foto encontrada na mala de Lucinda muda o rumo da investigação. Surgem novas fotos comprometedoras da festa de despedida de solteira.                                 |              |                                                                           |                              |                                                      |                        |
| 31 | 13           | "Un perfecto triángulo insoportable" "Um perfeito triângulo insuportável" | Pitipol Ybarra Kenya Márquez | Leticia López Margalli Alberto Barrera Nayura Aragón | 2 de fevereiro de 2022 |
| Montaño investiga a conta bancária em Andorra. Zoe e Karina terminam. Esteban fica cara a cara com o falso Darío.                                                         |              |                                                                           |                              |                                                      |                        |
| 32 | 14           | "Siempre fuiste tú" "Sempre foi você"                                     | Pitipol Ybarra Kenya Márquez | Leticia López Margalli Alberto Barrera Nayura Aragón | 2 de fevereiro de 2022 |
| Montaño confronta Lys com as provas contra ela. Suspeitando de Darío, Alma entra sorrateiramente no quarto dele no hotel e chega a uma conclusão assustadora.             |              |                                                                           |                              |                                                      |                        |
| 33 | 15           | "Enfrentar la oscuridad..." "Enfrentando a escuridão"                     | Pitipol Ybarra Kenya Márquez | Leticia López Margalli Alberto Barrera Nayura Aragón | 2 de fevereiro de 2022 |
| Alma decide encarar o que aconteceu naquela noite fatídica no hotel, por mais sombrios que sejam os fatos. Passado e presente chegam ao ponto culminante.                 |              |                                                                           |                              |                                                      |                        |

## Recepção

### Reconhecimento
Devido à sua temática, a série passou a ser comparada ao filme polonês 365 dni, e rapidamente se tornou uma das produções mais assistidas da Netflix. 
Grande parte dos espectadores de Oscuro deseo recorreu às redes sociais para elogiar a trama e o elenco. Alguns comentaram que a produção marca um "antes e depois" na carreira de Maite Perroni, que ficou mundialmente conhecida por interpretar a ingênua Lupita Fernández em Rebelde.

### Audiência
A série bateu recordes na plataforma e, em apenas uma semana após o lançamento, entrou para a lista das mais assistidas em 60 países — sendo o desempenho anterior de Control Z, que levou um mês para alcançar o ranking em 64 países. Oscuro deseo foi assistida por 35 milhões de contas ao redor do mundo nos primeiros 28 dias, totalizando 213,79 milhões de horas assistidas. Foi anunciado também que a primeira temporada se tornou o título de língua não-inglesa mais assistido da Netflix até então, figurando no Top 10 em 77 países.

## Prêmios e indicações
| Ano  | Premiação                  | Categoria                         | Recipiente                         | Resultado | Ref.   |
| ---- | -------------------------- | --------------------------------- | ---------------------------------- | --------- | ------ |
| 2020 | Premios Hombres del Año GQ | Atriz Mexicana do Ano             | Maite Perroni                      | Venceu    | [ 26 ] |
| 2020 | BreakTudo Awards           | Série do Ano                      | Oscuro deseo                       | Venceu    | [ 27 ] |
| 2021 | Prêmios BraTipo            | Série Favorita da Netflix         | Oscuro deseo                       | Venceu    |        |
| 2022 | SEC Awards                 | Melhor Série de Suspense/Mistério | Oscuro deseo                       | Venceu    | [ 28 ] |
| 2022 | Premios Juventud           | Me Apaixono                       | Maite Perroni e Alejandro Speitzer | Indicados | [ 29 ] |